# سرمد السامرائي
سرمد السامرائي، ممثل بريطاني عراقي الأصل، مواليد عام 1976.

## المسيرة المهنية
ظهر السامرائي في حلقات من مسلسلات تلفزيونية كمسلسل الأشباح ومفترق طرق. عام 2006، لعب دور بطولة في فيلم يونايتد 93 الذي أنتجته يونيفرسل ستوديوز بدور الإرهابي سعيد الغامدي.
يذكر أن السامرائي لم يمنح تأشيرة للدخول إلى الولايات المتحدة، عندما قدم طلباً لزيارة نيويورك (مدينة) لحضور العرض الأول لفيلم يونايتد 93. وكان سبب ذلك كما ادعت سلطات الهجرة الأمريكية أنه التحق في التجنيد الإجباري في القوات المسلحة العراقية، على الرغم من هذه الحالة كانت نفسها عندما هاجر عام 1993. تقول مصادر أخرى أنه قدم طلب الحصول على التأشيرة متأخراً وأن الطلب لم يرفض
تميّز السامرائي في «ما سمعت عن العراق» الذي عرض على هامش مهرجان إدنبرة الدولي، حسبما ورد في مقالة كتبها إليوت وينبرغير بنفس الاسم ونشرت في "London Review of Books" عام 2005

## مؤلفات
- Alsamari، Lewis (يوليو 2007). Out of Iraq. United Kingdom: Bantam Press. ISBN:978-0593058237. مؤرشف من الأصل في 2019-12-08. اطلع عليه بتاريخ 2014-04-17.

## روابط خارجية
- سرمد السامرائي على موقع IMDb (الإنجليزية)
- Samarrai على موقع ماي سبيس